# Kanarecznik czarny
Kanarecznik czarny, komiężnik czarny (Canarium pimela K.D. Koenig) – gatunek drzewa z rodziny osoczynowatych. Występuje na terenie Azji południowo-wschodniej, tam też jest uprawiany. 

## Morfologia
Drzewo posiadające liście nieparzystopierzaste. Złożone są z 7-11 listków w kształcie jajowatym lub eliptycznym. Kwiaty drobne i wonne zebrane w szczytowych wiechach. Owocem jest pestkowiec. 

## Zastosowanie
Zawierające dużo tłuszczu owoce i nasiona są jadalne.